# Anthela heliopa
Anthela heliopa là một loài bướm đêm thuộc họ Anthelidae. Loài này có ở Úc.